# Legionella antarctica
Espèce
Legionella antarctica est une espèce de bactérie à gram négatif de la famille des Legionellaceae.

## Historique
Des séquences d'ADN spécifiques des Legionella ont d'abord été détectées dans l'eau de la station de recherche japonaise Syowa et dans des lacs d'eaux douces alentours mais sans pouvoir identifier précisément ces bactéries. Quelque temps plus tard, la souche TUM19329 est isolée dans des prélèvements de sédiments du lac Naga-Ike dans la péninsule Skarvsnes (en) collectés pendant la 60e expédition japonaise de recherche en Antarctique. Avec sa caractérisation sous le nom de Legionella antarctica, elle devient la première espèce psychrotolérante du genre Legionella.

## Description
Les Legionella antarctica sont des cellules bacillaires Gram-negatives, catalase et oxydase négatives, ne formant pas spores et qui nécessitent de la L-cystéine pour leur croissance sur milieu BCYEα. Ces micro-organismes ont une taille de 2,2 µm de long pour 0,3 μm de large. Lorsqu'elle est soumise à la lumière ultraviolette, les colonies de cette espèce émettent une fluorescente jaune légère. La croissance est possible entre 4 °C et 25 °C mais pas à 30 °C alors que la température habituellement recommandée pour les Legionella est située aux environs de 33 °C-36 °C,. Cette croissance est possible à un pH de 6,5 à 7,0 et avec une salinité inférieure à 1 % de NaCl (au-delà de cette concentration, il n'y a pas de croissance possible). Les cellules ont des réactions positives pour la production d'acétoïne après 14 jours de culture (test de la galerie API 20E). Elles sont aussi positives pour les tests d'estérase, de l-arginine arylamidase, et la l-aspartic acid arylamidase.
Les acides gras majoritaires sont les anteiso-C15:0, C16:1ω7c/C16:1ω6c, et iso-C16:0. CE profil est modifié lorsqu'elles sont cultivées à 10 °C; la quantité de d'acide gras monoinsaturé C16:1ω7c/C16:1ω6c passe à plus de 50 % des acides gras totaux. Cette accumulation peut aider à maintenir la fluidité membranaire comme le fait l'espèce Shewanella electrodiphila. Les quinones respiratoires majoritaires sont les Q-12 et Q-13.
Son génome est composé de 39,1 % de bases G+C et a une taille de 3,75 Mbp. Cette espèce a la particularité d'avoir jusqu'à 17 % de son génome formé par des gènes mobiles et des séquences d'insertions qui pourraient jouer un rôle dans sa résistance aux faibles températures. Legionella antarctica fait partie des rares bactéries à disposer de déubiquinases.

## Taxonomie
Le nom correct complet (avec auteur) de ce taxon est Legionella antarctica Shimada et al. 2022.
La souche type de cette espèce est la souche TUM19329 déposée dans des banques de cultures bactériennes de référence sous les identifiants GTC 22699 et NCTC 14581,,.

### Étymologie
L'étymologie du nom de l'espèce L. antarctica est basée sur le lieu de sa découverte. Elle est la suivante : ant.arc’ti.ca. L. fem. adj. antarctica, sud, appartenant à l'Antarctique, où la souche type de cette espèce a été isolée par des membres de l'Université Tōhō et de l'Institut national de recherche polaire,.

### Phylogénie
Legionella antarctica est une bactérie de la famille des Legionellaceae. Les analyses phylogénétiques basées sur les séquences de l'ARNr 16S ont révélé que l'espèce Legionella fallonii est l'espèce la plus proche de L. antarctica avec environ 97,4 % de similarité. L'identité moyenne des nucléotides entre ces deux espèces est de 77,5 %, suffisamment faible pour distinguer deux espèces différentes.